# فرنسيس س. غرين
فرنسيس س. غرين (بالإنجليزية: Francis C. Green)‏ هو عسكري أمريكي، ولد في 4 سبتمبر 1835 في ماونت فيرنون في الولايات المتحدة، وتوفي في 13 مارس 1905 في إرين في الولايات المتحدة.